# Oline Stig
Oline Elisabet Stig, ursprungligen Kerstin Elisabet Stig, född 24 april 1966 i Göteborg, bosatt i byn Väggarp mellan Lund och Eslöv, är en svensk författare och skribent.
Oline Stig växte upp i Varberg och har gett ut fem novellsamlingar och en roman på Bonniers förlag. På Bokförlaget Bakhåll kom 2020 romanen Bli till. Hon har även skrivit litteraturkritik för Sydsvenska Dagbladet och tidningen Vi. 1997–2007 skrev hon radiokrönikor och essäer för Dagens Nyheter. Hon har belönats med flera litterära priser, bland annat Tidningen Vi:s litteraturpris 2007 och Ludvig Nordström-sällskapets novellpris 2008.
2004–2009 var hon styrelsemedlem i Sveriges Författarförbund och var då även ordförande i Biblioteksrådet. Oline Stig var 2021–2023 ordförande för Författarcentrum Riks. Hon är även handledare i Kreativt skrivande vid Linnéuniversitetet i Växjö. 
Hon är gift med Michael Matz (född 1960) och har tre barn.

## Priser och utmärkelser
- 2007 – Tidningen Vi:s litteraturpris
- 2008 – Ludvig Nordström-priset
- 2010 – Gleerups skönlitterära pris
- 2011 – De Nios Vinterpris
- 2011 – Albert Bonniers stipendiefond för yngre och nyare författare
- 2016 – Kurslitteraturpriset